# Erebia thynias
Erebia thynias är en fjärilsart som beskrevs av Hans Fruhstorfer 1911. Erebia thynias ingår i släktet Erebia och familjen praktfjärilar. Inga underarter finns listade i Catalogue of Life.